# Fabule antice
Fabule antice este un film românesc din 1980 regizat de Olimp Vărășteanu.